# Saint-Sornin (Charente-Maritime)
Saint-Sornin település Franciaországban, Charente-Maritime megyében. Lakosainak száma 420 fő (2022. január 1.). Saint-Sornin La Gripperie-Saint-Symphorien, Le Gua, Nieulle-sur-Seudre, Sainte-Gemme és Saint-Just-Luzac községekkel határos.

## Népesség
A település népessége az elmúlt években az alábbi módon változott:
| Lakosok száma | 316  | 310  | 328  | 307  | 309  | 361  | 389  | 403  | 417  | 420  |
|               | 1968 | 1982 | 1999 | 2006 | 2011 | 2015 | 2017 | 2018 | 2020 | 2022 |